# (8597) Sandvicensis
(8597) Sandvicensis (2045 T-2) – planetoida z pasa głównego asteroid okrążająca Słońce w ciągu 4,4 lat w średniej odległości 2,69 au. Odkryta 29 września 1973 roku.